# Stanbury Design
Stanbury Design, zuvor Stanbury Design Services, war ein britischer Hersteller von Automobilen.

## Unternehmensgeschichte
Das Ehepaar David Quick und Jan Quick gründete 1983 das Unternehmen Stanbury Design Services in Weston-super-Mare in der Grafschaft Somerset. Sie begannen mit der Produktion von Automobilen und Kits. Der Markenname lautete Stanbury. 1985 änderte sich die Firma in Stanbury Design, als der Sitz nach Worle in Somerset verlegt wurde. 1986 endete die Produktion. Insgesamt entstanden etwa zwölf Exemplare.

## Fahrzeuge
Das einzige Modell war der TT. Dies war ein zweisitziger Roadster. Die Basis bildete das Fahrgestell vom Triumph Herald. Die Karosserie bestand aus Holz und Aluminium.